# Henry Flitcroft
Henry Flitcroft, född den 30 augusti 1697, död den 25 februari 1769, var en stor engelsk arkitekt i palladianismens andra generation. 
Flitcroft kom från en enkel bakgrund: hans far var trädgårdsarbetare vid Hampton Court. Han arbetade som hantverkare vid Burlington House och uppmärksammades av lord Burlington. 

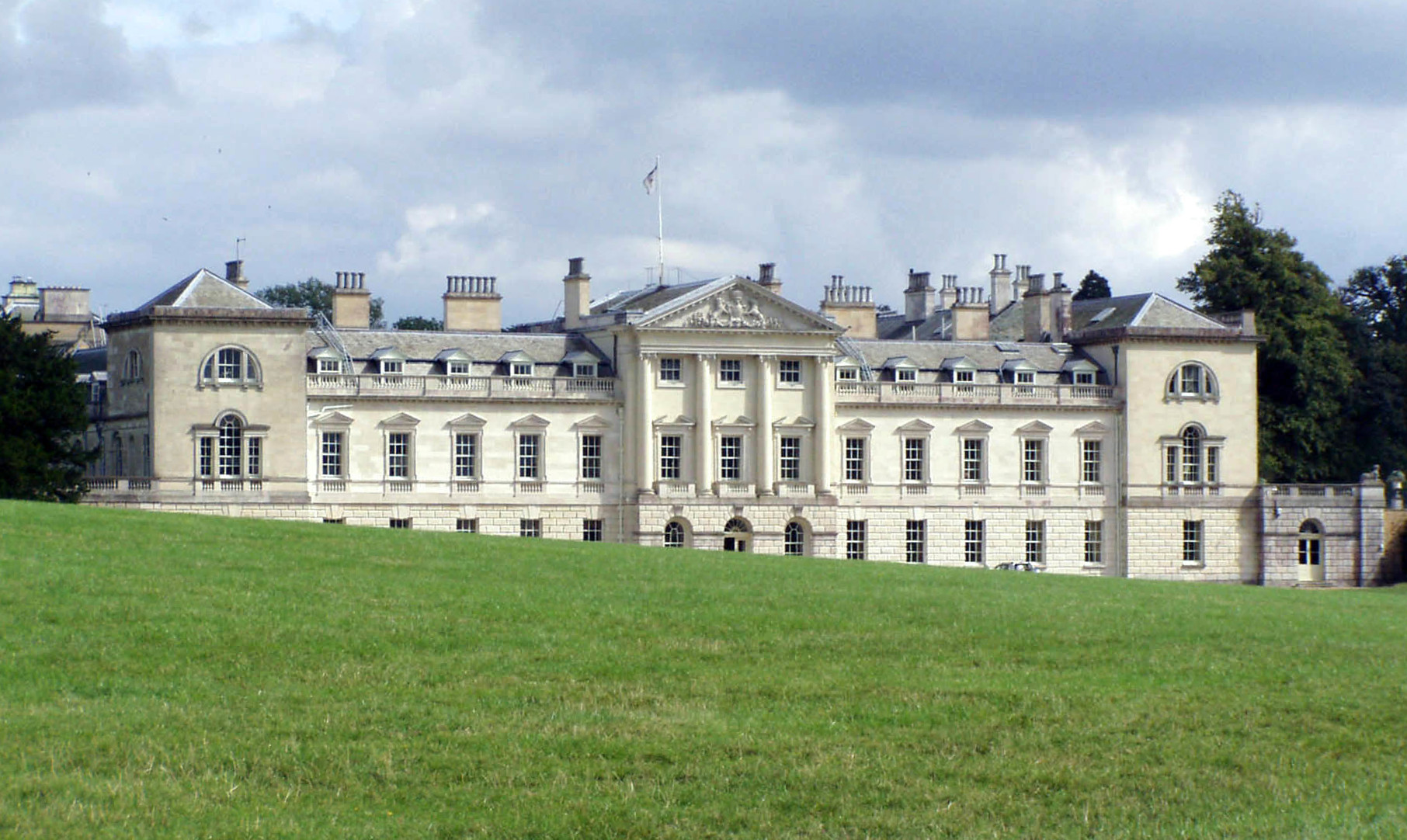
Woburn Abbey.

Efter att en tid ha varit dennes medarbetare (i samarbete med bland andra William Kent), kunde han åta sig egna uppdrag. 
Bland dessa kan nämnas Wimpole Hall i Cambridgeshire, där han var verksam  1742–45, och Woburn Abbey i Bedfordshire, där han var verksam  1748–61.